# Megérint a halál
A Megérint a halál (eredeti cím: Kiss of Death) 1995-ben bemutatott amerikai bűnügyi filmthriller, melynek rendezője és producere Barbet Schroeder. A forgatókönyvet Richard Price írta, az 1947-es A halál csókja című film remake-jeként. A főbb szerepekben David Caruso, Samuel L. Jackson, Nicolas Cage, Helen Hunt, Ving Rhames és Stanley Tucci látható.
Világpremierje az 1995-ös cannes-i filmfesztiválon volt, ahol versenyen kívül vetítették le. Az amerikai mozikban 1995. április 21-én debütált. Bevételi szempontból bukásnak bizonyult, emellett vegyes kritikai visszajelzéseket kapott.

## Cselekmény
Jimmy Kilmartin jó útra tért egykori elítélt bűnöző. Queens Astoria városrészében él feleségével, Bevvel és kislányukkal. Mindketten alkoholizmusukból próbálnak felépülni, de amikor Bev egyedül megy el az Anonim Alkoholisták gyűlésére, Jimmyt az otthonukban váratlanul felkeresi unokatestvére, Ronnie. A férfi bajban van, lopott autókat kell szállítania és pánikszerűen könyörög Jimmy segítségéért az illegális üzlet végrehajtásában. Ő végül beleegyezik és megtudja, hogy az akció mögött egy pszichopata, asztmás bandavezér, Little Junior Brown áll – aki végez Ronnie-val, amennyiben nem hajtja végre a megbízatást. A rendőrség figyelmét felkelti az akció, és a kaotikus letartóztatás közben Jimmy utasa rálő egy rendőrre, Calvin Hart nyomozóra. A golyó keresztülhatol Jimmy kezén és megsérti a nyomozó arcát.
Jack Gold, a Brown bűnözőcsalád ügyvédje biztosítja Jimmyt Bev biztonsága felől, amennyiben a férfi elviszi a balhét és nem árulja be társait. Bev Ronnie autószerelő műhelyében kénytelen munkát vállalni és Ronnie többször is próbálkozik nála szexuális célzattal. Egy ilyen alkalommal a pánikba esett nő Ronnie autóján menekül, de közlekedési balesetet szenved és azonnal életét veszti. A lesújtott Jimmy, gyanakodva unokatestvére felelősségére Bev halálában, elvállalja a tanúskodást és feladja társait, kivéve Ronnie-t. Emiatt Brown bandája őt hiszi árulónak és megtorlásképpen Junior puszta kézzel halálra veri.
Pár évvel később a kerületi ügyész információk átadására sürgeti Jimmyt. A Sing Sing börtönben raboskodó férfi cserébe kegyelmet kér, majd szabadulása után feleségül veszi Bev testvérét, Rosie-t, de nem beszél neki informátori tevékenységéről. Hart nyomozótól megtudja, hogy egy Omar nevű drogdíler a fő célpontjuk, aki fegyvereket és autókat kap Juniortól. A bepoloskázott Jimmy ismét Brownéknak kezd el dolgozni. Junior elviszi őt egy találkozóra Omarral, ahol a pszichopata bandavezér végez a dílerrel. Később Omar emberei elrabolják Jimmyt és közlik vele: főnökük valójában a DEA beépített ügynöke volt.
Omar meggyilkolásának hangfelvételének köszönhetően a kerületi ügyész és a DEA le tudja tartóztatni Juniort, de később jogi kiskapukat kihasználva szabadon engedik. A férfi elrabolja Jimmy lányát és bár nemsokára előkerül, Jimmynek szembe kell néznie a ténnyel: családja nincs biztonságban és a rendőrségtől sem várhat segítséget. Konfrontálódik Juniorral annak szórakozóhelyén és verekedésbe keverednek, melynek végén Hart nyomozó tartóztatja le a bűnvezért. Jimmy megint felvette a beszélgetésüket, terhelő bizonyítékot szolgáltatva Omar megölésének körülményeiről. A kerületi ügyészről is készített egy hasonlóan kompromittáló felvételt, így a korábban Juniortól kapott autóval családjával együtt szabadon távozhat a városból.

## Szereplők
| Szerep                       | Színész           | Magyar hang     |
| ---------------------------- | ----------------- | --------------- |
| Jimmy Kilmartin              | David Caruso      | Rékasi Károly   |
| Calvin Hart nyomozó          | Samuel L. Jackson | Gesztesi Károly |
| Junior "Little Junior" Brown | Nicolas Cage      | Kőszegi Ákos    |
| Beverly "Bev" Kilmartin      | Helen Hunt        |                 |
| Omar                         | Ving Rhames       | Bata János      |
| Frank Zioli kerületi ügyész  | Stanley Tucci     | Sörös Sándor    |
| Rosie D'Amico-Kilmartin      | Kathryn Erbe      |                 |
| Ronnie Gannon                | Michael Rapaport  |                 |
| Junior "Big Junior" Brown    | Philip Baker Hall |                 |
| Jack Gold ügyvéd             | Anthony Heald     | Végh Ferenc     |
| J.J.                         | Angel David       |                 |
| Cleary nyomozó               | John Costelloe    |                 |
| Bev anyja                    | Anne Meara        |                 |
| lopott autót áruló gyerek    | Kevin Corrigan    |                 |
| Junior barátnője             | Hope Davis        |                 |

## Fogadtatás
A Rotten Tomatoes-on 42 kritika alapján 69%-os értékelésen áll. A weboldal szöveges összegzése méltatja a szereplőgárdát és a film hangulatát, ugyanakkor úgy véli, a forgatókönyv csak elvétve képes feszültséget generálni. Roger Ebert négyből két csillagra értékelte a filmet. Bár Cage karakterét „túlírtnak” érezte, a színész alakítását mégis méltatta. Ezzel szemben Carusót bírálta, mert szerinte nem tudta főszereplőként elvinni a filmet.
A 16. Arany Málna-gálán Carusót jelölték legrosszabb új sztár kategóriában.

## Fordítás
- Ez a szócikk részben vagy egészben  a   Kiss of Death (1995 film) című angol Wikipédia-szócikk ezen változatának fordításán alapul.  Az eredeti cikk szerkesztőit annak laptörténete sorolja fel. Ez a jelzés csupán a megfogalmazás eredetét és a szerzői jogokat jelzi, nem szolgál a cikkben szereplő információk forrásmegjelöléseként.